# Сокол и Зимний солдат
«Со́кол и Зи́мний солда́т» (англ. The Falcon and the Winter Soldier) — американский мини-сериал, созданный Малкольмом Спеллманом для стримингового сервиса Disney+ и основанный на персонажах Marvel Comics — Сэме Уилсоне / Соколе и Баки Барнсе / Зимнем солдате. Его действие происходит в медиафраншизе «Кинематографическая вселенная Marvel» (КВМ), и он напрямую связан с фильмами франшизы. События сериала разворачиваются после фильма «Мстители: Финал» (2019). Производством сериала занималась Marvel Studios. Главным сценаристом сериала выступил Малкольм Спеллман, а режиссёром стала Кари Скогланд.
Себастиан Стэн и Энтони Маки вернулись к ролям Баки Барнса и Сэма Уилсона из серии фильмов. Также главные роли исполняют Уайатт Рассел, Эрин Келлиман, Дэнни Рамирес, Жорж Сен-Пьер, Эдиперо Одуйе, Дон Чидл, Даниэль Брюль, Эмили Ванкэмп, Флоренс Касумба и Джулия Луи-Дрейфус. К сентябрю 2018 года Marvel Studios разрабатывала несколько мини-сериалов для Disney+, сосредоточенных на второстепенных персонажах из фильмов КВМ, и в октябре был нанят Малкольм Спеллман, чтобы написать сценарий про Сокола и Зимнего солдата. Сериал был официально подтверждён в апреле 2019 года, также как и участие Маки и Стэна. В следующем месяце была нанята Скогланд. Съёмки начались в октябре 2019 года в Атланте, Джорджия, затем были продолжены в Чехии в начале марта 2020 года. Производство было приостановлено из-за пандемии COVID-19, а потом возобновлены в Атланте в сентябре 2020 года. Съёмки закончились в Чехии в октябре этого же года.
Премьера «Сокола и Зимнего солдата» состоялась 19 марта 2021 года, и он включает в себя шесть эпизодов, которые выходили до 23 апреля 2021 года. Сериал является частью Четвёртой фазы КВМ. Он получил положительные отзывы, критики отметили «химию» между актёрами и затрагивание острых социальных вопросов, но раскритиковали темп повествования. Помимо этого, проект был номинирован на прайм-таймовую премию «Эмми» в пяти категориях и на множество других наград. Сюжет сериала получил продолжение в фильме «Капитан Америка: Новый мир», премьера которого состоялась в 2025 году.

## Сюжет
Через полгода после получения звания Капитана Америки в фильме «Мстители: Финал» (2019) Сэм Уилсон объединяется с Баки Барнсом в приключении вокруг света, которое подвергает их способности и дружбу испытанию, когда им приходится сражаться с анархистской группой Разрушителей флагов.

## Актёры и персонажи
- Себастиан Стэн — Джеймс «Баки» Барнс / Зимний солдат / Белый Волк:
Усовершенствованный солдат и лучший друг Стива Роджерса, который вновь появился в качестве убийцы с промытыми мозгами после того, как его считали погибшим в бою во время Второй мировой войны[6][7]:4. Главный сценарист Малкольм Спеллман отметил, что Барнс не делал «ничего, кроме борьбы» последние 100 лет, и сериал не мог избежать травмы, которую он пережил[8]. Стэн сказал, что Барнс будет бороться со своим кровавым прошлым и приспосабливаться к 21-му веку без Роджерса[9], и что он переживает кризис идентичности[7]:4. Соисполнительный продюсер Зои Нейгелхаут полагала, что Барнс будет работать над тем, чтобы «освободиться» от своей жизни в качестве Зимнего солдата, но тёмная сторона персонажа всё равно будет видна во время сериала[7]:5.
- Энтони Маки — Сэм Уилсон / Сокол / Капитан Америка:
Мститель и бывший воздушно-спасательный солдат, который был обучен в армии воздушному бою с использованием специально разработанного ранца с крыльями[6][7]:4. Уилсон получил звание Капитана Америки от Роджерса в конце фильма «Мстители: Финал» (2019)[4], и сериал углубится в этот момент, чтобы исследовать последствия того, что чернокожий человек получил это звание[10]. Уилсон продолжает использовать прозвище Сокол в сериале[11], и Маки сказал, что сериал будет изображать щит как бремя для персонажа[8]. Он добавил, что Уилсон задаётся вопросом, как «темнокожий человек может представлять страну, которая его не представляет»[7]:2. В конечном счёте Уилсон берёт щит и становится новым Капитаном Америкой[2].
- Уайатт Рассел — Джон Уокер / Капитан Америка / Агент США:
Высокопоставленный военный и выбор правительства США на то, чтобы он стал Капитаном Америкой, который пытается присоединиться к Уилсону и Барнсу в их борьбе[7]:5[12][13], считая, что он является лучшим воплощением американских ценностей, чем Роджерс[8]. Спеллман описал Уокера как солдата, который «сделал всё, о чём когда-либо просила его страна», и теперь сталкивается с реальностью, где его жизнь и чувство долга перед США «бросают [ему] вызов таким образом, что расстраивают и уничтожают [его] привилегии»[14]. Рассел добавил, что Уокер был «человеком компании», который мог бы рискнуть войти в «серые зоны» для завершения миссии, чего Роджерс не сделал бы, исходя из своих «моральных и этических принципов»[15]. Его привлекли «дихотомии» персонажа, и у него было место для формирования персонажа, так как это его введение в КВМ[7]:5. Спеллман сказал, что Уокер был вдохновлён персонажем из комиксов, который использует прозвище Агент США, но сериал отошёл от изображения из комиксов, чтобы добавить несколько других измерений к этой версии[16]. Файги добавил, что белый человек, Рассел, был специально выбран на роль нового Капитана Америки в качестве комментария о том, как правительство США не хотело бы, чтобы чёрный человек, вроде Уилсона, взял на себя эту роль[17].
- Эрин Келлиман — Карли Моргенто:
Лидер антипатриотической группы Разрушители флагов, которые стали сильными после воссоздания сыворотки суперсолдата и считают, что мир был лучше во время Скачка, и борются за открытые национальные границы[14]. Спеллман назвал Моргенто «связующим звеном сериала». Разрушитель флагов из комиксов — личность, которую принимают мужские персонажи, в частности Карл Моргенто. Келлиман чувствовала, что это было «важно», чтобы пол персонажа был изменён в сериале, давая молодым женщинам персонажа, на которого они могли бы «равняться и находить что-то своё в нём». Она добавила, что, поскольку Карли не среднего возраста, как Карл, взгляд Карли на жизнь и действия, которые она предпринимает, исходят из другой точки зрения[18].
- Дэнни Рамирес — Хоакин Торрес:
Первый лейтенант ВВС США, который служит в штабе поддержки Уилсона и расследует дело Разрушителей флагов. Скогланд описала Торреса как «чем-то вроде щеночка», который был фанатом Сокола «какое-то время» и с удовольствием работает вместе с ним[14].
- Жорж Сен-Пьер — Жорж Батрок: Наёмник, который является лидером преступной группировки LAF[14][19].
- Эдиперо Одуйе — Сара Уилсон:
Сестра Сэма, которая управляет семейным рыболовным бизнесом Уилсонов в Луизиане[20][21]. Сара представляет жизнь Сэма, выросшего на Юге, и была включена в сериал, чтобы также иметь сильные мнения и представить «решающий» аспект для Сэма относительно его выбора по принятию звания Капитана Америки[22].
- Дон Чидл — Джеймс «Роуди» Роудс:
Офицер ВВС США и Мститель, который управляет бронёй Воителя[23]. Режиссёр Кари Скогланд объяснила, что Роудс играет роль наставника Уилсона в сериале, давая ему причины за и против принятия звания Капитана Америки, а также дать ему представление о мире во время Скачка[24].
- Даниэль Брюль — барон Гельмут Земо:
Заковианский террорист, ответственный за распад Мстителей в фильме «Первый мститель: Противостояние» (2016)[25][26]. В сериале Земо носит свою традиционную фиолетовую маску из комиксов[26], которую Брюль с энтузиазмом носил[27]; он чувствовал себя «бароном» в обновлённом костюме, что указывает на «аристократическую» версию персонажа Барона Земо из комиксов[16]. Брюль был взволнован возвращением к этой роли и наслаждался увеличенным чувством юмора для персонажа[28], добавив, что сериал показался ему одновременно знакомым и свежим по сравнению с «Противостоянием»[27]. Скогланд была в восхищении от возможности исследования сложности персонажа после того, как его оставили в «очень тёмном месте» в «Противостоянии»[29], причём сериал показывает, что он потерял всё и расплачивается за свои преступления[7]:6. Спеллман отметил, что шоу погрузится в историю происхождения Земо и то, как Земо рассматривает себя как героя[30].
- Эмили Ванкэмп — Шэрон Картер / Торговец силой:
Бывший агент «Щ.И.Т.» и ЦРУ, и племянница Пегги Картер[2][12], которая стала криминальным лидером Мадрипура, известным как Торговец силой[31], после времени, проведённого в бегах с того момента, как её в последний раз видели в «Противостоянии»[32]. Ванкэмп объяснила, что Картер находится в «довольно тёмном месте» в начале сериала, и ей было интересно исследовать новые стороны её характера, такие как гнев[7]:5, добавив, что Картер была «чуть острее» и «была на взводе». Хотя сериал не объясняет многого из того, что Картер пережила с тех пор, как её видели в последний раз[33], и при этом соисполнительный продюсер Зои Нейгелхаут отметила, что у персонажа была своя сюжетная арка за кадром[31], Ванкэмп сказала, что видеть то, где она оказалась, должно было «дать понять, что ей не всегда было легко, и что жертвы, которые она совершила, не всегда стоили этого в её сознании»[33]. Когда Ванкэмп узнала, что Картер является Торговцем силой, она чувствовала, что это укрепило версию персонажа, которая появляется в сериале, и назвала раскрытие «очень подходящим, [поскольку] она была обижена, презираема и была в бегах»[31]. Спеллман сказал, что сценаристы решили не «быть фальшивыми», просто сказав, что она скрывалась, но, скорее, поскольку ранее у неё были «очень молодые качества», Картер смогла [вырасти] из-за того, что её презирало разведывательное сообщество[34].
- Флоренс Касумба[англ.] — Айо: Член Дора Миладже, женского спецподразделения Ваканды[35].
- Джулия Луи-Дрейфус — Валентина Аллегра де Фонтейн:
Графиня, которая встречает Уокера и даёт ему прозвище Агент США[2][36]. Исполнительный продюсер Нейт Мур описал де Фонтейн как более смешную, но более мрачную версию Ника Фьюри, у которой есть секреты и которая действует в «моральной серой зоне»[37], а исполнительный продюсер Кевин Файги описал её как «в режиме найма»[38].

Роли Разрушителей флагов исполнили Десмонд Чиам (Дович), Дани Дитте (Джиджи), Индия Басси (ДиДи), Ренес Ривера (Леннокс), Тайлер Дин Флорес (Диего) и Ноа Миллс (Нико). Эми Акино получила роль Кристины Рейнор, психотерапевта Баки; Чейз Ривер Макги и Аарон Хейнс исполнили роли племянников Сэма, Эй-Джея и Касса; Альфи Хьорт в роли сенатора США и его представителя во Всемирном совете по восстановлению (ВСВ); Кле Беннетт исполнил роль Лемара Хоскинса / Боевой звезды, сержанта-майора армии США и партнёра Уокера; Карл Ламбли в роли Исайи Брэдли, афроамериканского ветерана-суперсолдата, который сражался в Корейской войне до того, как был заключён в тюрьму, и над которым проводили эксперименты в течение 30 лет; Элайджа Ричардсон в роли Элая Брэдли, внука Исайи; и Габриэль Биндлосс в роли Оливии Уокер, жены Джона.
Среди приглашённых актёров Кен Такемото в роли Йори Накадзимы, отца одной из жертв Зимнего солдата; Мики Исикава в роли Лии, официантки, у которой было свидание с Барнсом; Несс Батиста в роли Матиаса, члена Разрушителей флагов; Нил Кодински в роли Руди, сторонника Разрушителей флагов; Вероника Фалькон в роли Дони Мадани, приёмной матери Моргенто; Олли Хааскиви в роли Уилфреда Нейгела, учёного, который воссоздал сыворотку суперсолдата; Николас Прайор в роли Эзника, дворецкого Земо; Джанешиа Адамс-Гиньярд и Зола Уильямс в роли Номбл и Йамы, членов Доры Миладже; Салем Мёрфи и Джейн Румбау в роли Лаконт и Айлы Перес, представителей ВСВ от Индии и Филиппин. Сара Хейнс появляется в роли самой себя.

## Список серий
| № | Название                                              | Режиссёр      | Автор сценария                   | Дата премьеры  |
| --- | ----------------------------------------------------- | ------------- | -------------------------------- | -------------- |
| 1 | «New World Order» «Новый мировой порядок»             | Кари Скогланд | Малкольм Спеллман                | 19 марта 2021  |
| Через шесть месяцев после «Скачка» и возвращения половины жителей вселенной Сэм Уилсон работает с ВВС США в Тунисе, чтобы остановить Жоржа Батрока и террористическую группировку «Л.А.Ф.», которые захватили самолёт и взяли в заложники офицера ВВС. Поддержку на земле Уилсону обеспечивает лейтенант Хоакин Торрес. Успешно завершив миссию, Сэм возвращается в Вашингтон, все же решает отказаться от звания Капитана Америки и отдаёт щит Стива Роджерса правительству США для музейной выставки. Тем временем недавно помилованный Баки Барнс посещает назначенные правительством приёмы психотерапевта. На них он рассказывает о своих попытках загладить вину за преступления, совершённые им в режиме «Зимний солдат». Лейтенант Хоакин Торрес выходит на след ещё одной террористической группы, «Разрушителей флагов», которые считают, что во время «Скачка» жизнь на Земле была лучше. Торрес пытается внедриться в сообщество во время ограбления банка в Швейцарии, но получает серьёзные травмы от одного из террористов со сверхчеловеческой силой. Торрес сообщает о произошедшем Уилсону. Сэм в это время пытается помочь своей сестре Саре с семейным рыболовным бизнесом в городке Делакруа, штат Луизиана. В тот момент, когда Сэм осматривает кадры, снятые Торресом в Швейцарии, правительство США в прямом телеэфире объявляет о назначении нового Капитана Америки, Джона Уокера. |                                                       |               |                                  |                |
| 2 | «The Star-Spangled Man» «Человек в звёздно-полосатом» | Кари Скогланд | Майкл Кастелин                   | 26 марта 2021  |
| Джон Уокер появляется в эфире утреннего шоу «Good Morning America» как новый Капитан Америка и высказывает своё желание следовать пути Стива Роджерса. Тем временем Баки недоволен решением Сэма и делает ему выговор из-за передачи щита. Напарники отправляются в Мюнхен и выслеживают «Разрушителей флагов», занимающихся контрабандой лекарств. Все члены группы оказываются суперсолдатами во главе с Карли Моргентау. После начавшейся погони анархистам удаётся одолеть Сэма и Баки, но на помощь неожиданно прибывает Джон Уокер и его напарник Лемар Хоскинс. Уокер предлагает Барнсу и Уилсону помочь Всемирному совету по восстановлению (ВСВ) в наведении порядка в мире после «Скачка», но герои отказываются. В Балтиморе Баки знакомит Сэма с Исайей Брэдли, ветераном-суперсолдатом, воевавшим во времена Корейской войны. Брэдли отказывается раскрыть информацию о других сыворотках суперсолдата из-за презрения к Барнсу и правительству. Баки арестовывают за пропуск приёма у психотерапевта, но освобождают под залог после вмешательства Уокера. Он снова просит Барнса и Уилсона работать с ним, но они вновь отказываются, а Уокер предупреждает их держаться от него подальше. Баки предлагает Сэму посетить в Берлине заключённого Гельмута Земо, чтобы собрать данные о «Разрушителях флагов» и сыворотке суперсолдата «Гидры». |                                                       |               |                                  |                |
| 3 | «Power Broker» «Торговец силой»                       | Кари Скогланд | Дерек Колстад                    | 2 апреля 2021  |
| Без ведома Сэма Баки организует побег Земо из тюрьмы. Барон соглашается помочь остановить «Разрушителей флагов» и найти тех, кто воссоздал сыворотку суперсолдата. Под прикрытием они отправляются в Мадрипур, город-государство на островах Индонезии, ставший убежищем для преступников. Герои встречаются с Селби, главарём одной из группировок. Она рассказывает, что за воссозданием сыворотки суперсолдата стоит бывший учёный Гидры доктор Уилфред Нейгель, нанятый для этой цели «Торговцем силой». Личность Сэма неожиданно раскрывается, Селби убивают, и за троицу назначается награда. Их спасает Шэрон Картер, скрывающаяся в Мадрипуре от правительства США. Девушка приводит героев в лабораторию Нейгеля в порту Мадрипура. Оказывается, что доктору удалось воссоздать улучшенную сыворотку, а Карли Моргентау украла часть доз. Неожиданно Земо убивает Нейгеля, порт наводняют киллеры, и в результате перестрелок и драк лаборатория взрывается, но героям удаётся сбежать. Шэрон остаётся в Мадрипуре, а Сэм соглашается добиться её помилования. Тем временем Джон Уокер и Лемар Хоскинс приезжают в берлинскую тюрьму, где содержался Земо, и делают вывод, что Барнс и Уилсон помогли Земо сбежать. В поисках продовольствия «Разрушители флагов» совершают рейд на склад ВСВ в Вильнюсе. А Земо, Баки и Сэм отправляются в Ригу на поиски Моргенто. Таинственные бусины-кимойо на улицах города приводят Баки к Айо, одной из вакандских стражниц Доры Миладже, которая требует выдать ей Земо. |                                                       |               |                                  |                |
| 4 | «The Whole World Is Watching» «Весь мир смотрит»      | Кари Скогланд | Дерек Колстад                    | 9 апреля 2021  |
| Барнс уговаривает Айо позволить Земо помогать им, но только на 8 часов. С помощью Земо герои выслеживают Карли Моргентау на похоронах её приёмной матери в Риге, но их перехватывают Уокер и Хоскинс. Сэм пытается поговорить с Карли наедине и убедить её прекратить насилие. Уокер не в силах сдержаться и прерывает разговор. Завязывается драка с суперсолдатами, а Карли сбегает и направляется в хранилище с сывороткой. Земо выслеживает девушку и ранит её, из-за чего Карли роняет флаконы с сывороткой. Земо разбивает их. Уокер останавливает барона и забирает себе единственный оставшийся флакон, а Карли удаётся сбежать. Тем временем Айо и другие стражницы из Дора Миладже приходят к Сэму и Баки, чтобы забрать Земо. Пришедший Джон Уокер отказывается выдать его из-за отсутствия у Доры Миладже юрисдикции. Начинается бой и Земо спасается бегством. Побеждённый вакандскими стражницами и сломленный Уокер вводит себе сыворотку. Моргентау угрожает Саре, сестре Сэма, чтобы пригласить его на встречу. Карли пытается убедить его присоединиться, но их разговор прерывается очередным появлением Уокера. В пылу драки Карли убивает Лемара Хоскинса. Разъярённый Уокер убивает щитом одного из анархистов на глазах у перепуганных горожан, снимающих это на видео. |                                                       |               |                                  |                |
| 5 | «Truth» «Правда»                                      | Кари Скогланд | Далан Массон                     | 16 апреля 2021 |
| Сэм и Баки выслеживают Уокера и требуют отдать им щит. В итоге, после напряжённого боя, Уилсон и Барнс забирают щит, однако Уокеру ломают левую руку, а костюм Сэма оказывается почти уничтожен. Через некоторое время Баки находит сбежавшего Земо в Заковии и передаёт его вакандским стражницам из Дора Миладже. Правительство США увольняет Джона Уокера и лишает звания Капитана Америки. После заседания с Уокером встречается графиня Валентина Аллегра де Фонтейн, которая предлагает ему свою помощь. Сэм оставляет повреждённый костюм у Торреса и возвращается в США. Он отправляется в Балтимор, чтобы вновь встретится с Исайей Брэдли, который рассказывает больше об экспериментах с сывороткой суперсолдата над афроамериканцами и о своём тюремном заключении. После этого разговора Сэм возвращается в Луизиану к сестре и племянникам. Туда же приезжает и Баки, чтобы помочь Сэму с семейным бизнесом. Тренируясь управлять щитом, Уилсон и Барнс решают отпустить прошлое и работать вместе. Тем временем «Разрушители флагов» планируют атаку во время заседания Всемирного совета по восстановлению в Нью-Йорке. К ним присоединяется Жорж Батрок, освобождённый из алжирской тюрьмы при помощи Шэрон Картер. Перед отправкой Сэм получает таинственный вакандский кейс. В сцене после титров Уокер создаёт свой щит из металлолома и военных наград. |                                                       |               |                                  |                |
| 6 | «One World, One People» «Один мир, один народ»        | Кари Скогланд | Малкольм Спеллман и Джозеф Сойер | 23 апреля 2021 |
| Сэм надевает новый костюм Капитана Америки из вакандского кейса и отправляется в Нью-Йорк. При помощи Баки, Шэрон Картер и Джона Уокера он надеется спасти заседание Всемирного совета по восстановлению от нападения Разрушителей флагов. Баки преследует часть анархистов, взявших членов Совета в заложники. После погони Разрушители флагов пытаются взорвать машины с заложниками, но пришедший на помощь Джон Уокер, а затем и Сэм помогают Баки спасти членов Совета. Шэрон проникает в здание Совета и вылавливает Карли Моргентау. Выясняется, что Шэрон является «Торговцем силой»; она хочет либо вернуть Карли в Мадрипур, либо покарать девушку за предательство. Жорж Батрок угрожает Шэрон раскрытием тайны её личности, однако Шэрон убивает его. Сэм пытается урезонить Карли, но она пытается драться и направляет на него пистолет. Однако Шэрон убивает её. Сэм выносит тело Карли из здания Совета и убеждает его членов отложить голосование и направить усилия на помощь беженцам, за которых погибла Карли. Сэм возрождает память об Исайи Брэдли и настаивает на создании его небольшой статуи в музее Капитана Америки. Тем временем, дворецкий Земо взрывает машину с другими анархистами, отправленными в плавучую тюрьму «Рафт». Графиня де Фонтейн предоставляет Джону Уокеру новый чёрно-красно-белый костюм и назначает его «Агентом США». Баки рассказывает своему другу Йори Накадзиме, что очень давно именно он, будучи Зимним солдатом, убил его сына, и пытается загладить вину. В сцене после титров правительство США предоставляет Шэрон Картер помилование и предлагает вернуться в подразделение ЦРУ. Выйдя из здания Сената, Шэрон обсуждает с кем-то по телефону доступ к правительственным технологиям и прототипам оружия. |                                                       |               |                                  |                |

## Производство

### Разработка
К сентябрю 2018 года Marvel Studios разрабатывала несколько мини-сериалов для стримингового сервиса Disney+, которые должны будут быть сосредоточены на второстепенных персонажах из фильмов Кинематографической вселенной Marvel (КВМ), которые не появлялись в своих собственных фильмах. Актёры, которые исполняли роли персонажей в фильмах, должны были вернуться к своим ролям в сериалах. Ожидалось, что каждый из сериалов будет состоят из шести-восьми эпизодов, и у них будут «здоровенные бюджеты, сопоставимые с крупными студийными фильмами», а их производством будет заниматься Marvel Studios, а не Marvel Television, которая выпускала предыдущие телесериалы КВМ. Считалось, что президент Marvel Studios Кевин Файги возьмёт на себя «практическую роль» в разработке каждого из мини-сериала, сосредоточившись на «непрерывности истории» с фильмами и «управлении» актёрами, которые вновь будут исполнять свои роли из фильмов.
Малкольм Спеллман был одним из сценаристов, которых попросили разработать идею для сериала, сосредоточенного на Сэме Уилсоне / Соколе (Энтони Маки) и Баки Барнсе / Зимнем солдате (Себастиан Стэн). Файги считал, что фильмы КВМ недостаточно исследовали этих персонажей, и Marvel особенно захотела исследовать эту пару ещё больше после того, как увидела реакцию зрителей на их «весёлую динамику» в фильмах КВМ «Первый мститель: Другая война» (2014) и «Первый мститель: Противостояние» (2016):1. Маки и Стэн оба выражали интерес к совместному появлению в спин-оффе КВМ, причём Стэн сравнивал потенциальную идею фильма с такими бадди-комедиями, как «Успеть до полуночи» (1988) и «Сорок восемь часов» (1982). Именно Marvel Studios намеревалась использовать в сериале формат «бадди», как в тех фильмах. Каждый сценарист работал с руководящим работником Marvel Studios; Спеллман работал с Нейтом Муром, и его идея была сосредоточена на расе и идентичности. Он привёл фильмы «48 часов», «Не склонившие головы» (1958), «Смертельное оружие» (1987) и «Час пик» (1998) в качестве примеров бадди-фильмов, посвящённых вопросам расы, по которым Спеллман хотел смоделировать сериал. У Спеллмана была мигрень, когда он представил свою идею Кевину Файги, и он сказал, что презентация прошла не очень хорошо. Мур защищал его и его подход, и Спеллман чувствовал, что это было из-за того, что Мур согласился с тем, что сосредоточение внимания на расе было правильным направлением для сериала. Спеллман был нанят в качестве сценариста мини-сериала к концу октября 2018 года. Файги чувствовал, что Спеллман был подходящим человеком для этой работы, потому что он понимал, что было нужно, чтобы сделать сериал весёлым и остросюжетным, будучи при этом чернокожим телесценаристом, что давало ему точку зрения, необходимую для того, чтобы рассказать ту историю о Уилсоне, которую они хотели.
Сериал был официально анонсирован в апреле 2019 года под названием «Сокол и Зимний солдат», а месяцем позже Кари Скогланд была нанята в качестве режиссёра всех шести эпизодов. Каждый эпизод длится 45-55 минут, а бюджеты, как сообщается, составляют до $25 миллионов за эпизод. Исполнительными продюсерами сериала являются Файги, Луис Д’Эспозито, Виктория Алонсо, Мур, Скогланд и Спеллман:15.

### Сценарий
Действие сериала начинается после фильма «Мстители: Финал», где постаревший Стив Роджерс завещал Уилсону щит и звание Капитана Америки. Файги сказал, что это должно было стать «классической передачей факела от одного героя к другому», но когда Marvel Studios получила возможность снять телесериал для Disney+, они решили расширить его до целой истории о том, как Уилсон, чернокожий мужчина, становится Капитаном Америкой. Скогланд назвала сериал «историей о первом чёрном Капитане Америке». Маки изначально сомневался в сериале, потому что чувствовал, что он может быть менее качественным, чем фильмы КВМ, и он не хотел, чтобы чернокожий актёр стал главным героем первого провального проекта Marvel, но сценарий Спеллмана убедил его в обратном. Маки сказал, что сериал будет исследовать предысторию Уилсона и обращаться с ним как с «обычным парнем» в мире супергероев, при этом «идя по линии того, кто собирается взять щит [Капитана Америки]» после «Финала». Он чувствовал, что от Капитана Америки ожидается определённый «тип личности», и что часть сомнений Уилсона в звании пришло от того, что он, как чернокожий мужчина, знает, что «вы не можете быть одним и тем же человеком в каждой комнате, в которую вы входите, потому что каждый человек, которого вы встречаете, ожидает другого человека»:2. Спеллман чувствовал, что сериал был «хорошим продолжением» тем расовой идентичности, которые были представлены в фильме «Чёрная пантера» (2018), и надеялся, что сериал окажет положительное влияние на чернокожую молодёжь, как это сделал фильм. Он отметил, что в дополнение к нему и Муру более половины команды сценаристов сериала также были чернокожими, что усилило представление сериала о Уилсоне как о «бесспорно чёрном персонаже». Маки сказал, что он занимает должность, оставленную звездой «Чёрной пантеры» Чедвиком Боузманом, который умер в августе 2020 года. Стэн объяснил, что Барнс чувствует себя защитником наследия Роджерса и хочет, чтобы Уилсон стал Капитаном Америкой, так как он был выбран Роджерсом. Сомнение Уилсона по поводу того, брать или не брать роль Капитана Америки, становится конфликтом для Барнса:2. Что касается развития Уилсона в сериале от нежелания владеть щитом до его окончательного использования, Скогланд указала, что ему нужно «участвовать как в публичном, так и в частном разговоре о том, что значит для чёрного человека взять такой знаковый исторический белый символ», что поможет ему определить, что значит быть героем в современном обществе по сравнению с тем, когда Роджерс стал Капитаном Америкой в 1940-х годах. Скогланд также считала, что это было важным шагом вперёд для зрителей вместе с Уилсоном, поскольку «щит означает разные вещи для разных людей» и все его аспекты как символа должны быть исследованы.
Если вы хотите от них честности, вы не можете избежать всех травм, через которые прошёл Баки, и вы не можете избежать того факта, что Сэм — чёрный.
Дерек Кольстад присоединился к команде сценаристов в июле 2019 года и сказал, что он принесёт «подмигивание и кивок» в стиль построения мира и развития персонажей из своей кинофраншизы «Джон Уик». Файги сказал, что сериал будет больше отражать реальный мир, чем предыдущие проекты КВМ, а композитор Генри Джекман сказал, что он «затрагивает менее комфортные вещи… весомые вопросы», например, какой человек должен держать щит и «как афроамериканцы относились бы к тому, чтобы быть Капитаном Америкой или нет». Скогланд добавила, что другие актуальные, «трудно обсуждаемые вопросы», которые исследует сериал, включают идеи патриотизма и экстремизма, задавая вопросы: «Кто такой американец, и кто должен решать, какие принципы отстаивает страна? Что заставляет людей идти на крайние меры во имя того, что они считают патриотизмом?» Скогланд отметила, что Капитан Америка всегда использовался для изучения политических идей в комиксах с момента первого появления персонажа в 1941 году, где он был изображён бьющим Адольфа Гитлера. Стэн сказал, что зрители смогут сравнить события сериала со штурмом Капитолия США в 2021 году, хотя это было непреднамеренно, поскольку сериал был написан до этого события.
Спеллман также видел параллели между Скачком, где половина всей жизни во вселенной исчезла в фильме «Мстители: Война бесконечности» и вернулась во время «Финала», и пандемией COVID-19, причём мир сериала описан как «мир, стремящийся к стабильности после глобальной катастрофы». Он чувствовал, что глобальное событие, такое как Скачок или пандемия, может объединить или разделить, и каждый эпизод сериала определяется этими «тягой и толчком». Скогланд считала, что это было критическим, чтобы действие сериала разворачивалось через шесть месяцев после Скачка, так как именно тогда осложнения от всех вернувшихся начинают превосходить первоначальные шок и радость. Соисполнительный продюсер Зои Нейгелхаут и Мур оба чувствовали, что Скачок повлиял Уилсона и Барнса в выяснении их личности в этом новом, другом мире:2. Спеллман добавил, что идентичность является одной из главных тем «Сокола и Зимнего солдата», и эта история вынуждает Уилсона, Барнса, Шэрон Картер и Гельмута Земо каждого «переосмыслить то, как они себя видят, и противостоять тому, как их видит мир».
Джекман описал сериал как психологическую драму, в то время как Маки и Стэн описали его как «отчасти остросюжетный супергеройский эпик, отчасти неловкая комедия про двух приятелей». Стэн сравнил тон сериала с более реалистичным и приземлённым фильмом КВМ «Первый мститель: Другая война». Он добавил, что наличие более продолжительного хронометража, чем у фильма, позволило сериалу исследовать личную жизнь главных героев и показать, каков день в каждой из их жизней, и сказал, что он объединит существующие отношения персонажей с динамикой актёров за кадром. Спеллман хотел «вернуться домой» вместе с персонажами и позволить актёрам показать своё мастерство, а не просто сосредоточиться на действии, и он сказал, что дух и конфликт главных героев были тем, что оставалось неизменным по мере развития проекта от его первоначальной задумки до окончательного сериала. Он сравнил их с огнём и льдом, сказав: «Сэм реагирует спонтанно, а Баки более холоден и расчётлив»:1. Спеллман сказал, что был «12-секундный момент в „Противостоянии“, где казалось, что каждый фанат Marvel знал, что [Уилсон и Барнс] смогут поддержать фильм или франшизу», имея в виду сцену, где два персонажа препираются из-за сидения Уилсона. Сериал строится на химии из этой сцены, а не развивает свой тон с нуля:1. Сценаристы также ссылались различные интервью для прессы, сделанные Маки и Стэном, чтобы помочь создать отношения и динамику персонажей вместе. Скогланд и Спеллман отметили, что Уилсон и Барнс не обязательно являются друзьями в фильмах, но у них есть Роджерс как «общий знаменатель». Без Роджерса основополагающие отношения пары теперь «обнажены» и вынуждены развиваться:1. Стэн сказал, что без Роджерса Барнс и Уилсон ушли в «противоположные углы с точки зрения встречи со своей жизнью [и] их демонами», но каждый из них задавался одними и теми же вопросами.
Спеллман использовал свои общие знания о Marvel Comics и КВМ, а также знания Мура и Нейгелхаут, чтобы создать сериал, а не основывать его на конкретных комиксах, хотя он назвал комикс «Правда: Красный, белый и чёрный» большим влиянием на сериал. Муру не понравился этот комикс, когда он читал его, но ему нравились идеи, которые он излагал, и он чувствовал, что Спеллман, который решительно выступал за использование элементов комикса, умно интегрировал эти сюжетные элементы в сериал. Файги нервничал по поводу адаптации «Правды», потому что он чувствовал, что они не смогли бы отдать должное ему и его главному герою, Исайе Брэдли, если бы они были только небольшой частью сериала, но он изменил своё мнение, когда увидел, насколько важным Исайя был для тем сериала. Скогланд сказала, что сценаристы создали уникальных персонажей для сериала, и что они возвращались к комиксам, чтобы найти подходящие имена, соответствующие этим архетипам, даже если они не были переводами того, как они использовались в комиксах; Разрушители флагов были примером этого. Кольстад чувствовал, что было интересно взять второстепенных персонажей из фильмов и поставить их на главные роли для сериала, и сказал, что им придётся разобраться с тем, кто они есть. Он добавил, что другие персонажи из более ранних фильмов Marvel дорабатываются в сериале и новыми способами меняют повествование. После того, как Disney приобрела 21st Century Fox, что позволило Marvel Studios вернуть права на экранизацию фильмов про Людей Икс и Фантастическую четвёрку, Marvel Studios смогла включить в сериал элементы, связанные с ними. Это включает в себя место из комиксов, Мадрипур, которое, по словам Файги, «скорее само по себе было пасхалкой». Ещё до премьеры сериала Спеллман сказал, что есть три известные ему проекта Marvel Studios, которые будут связаны с сериалом.

### Кастинг

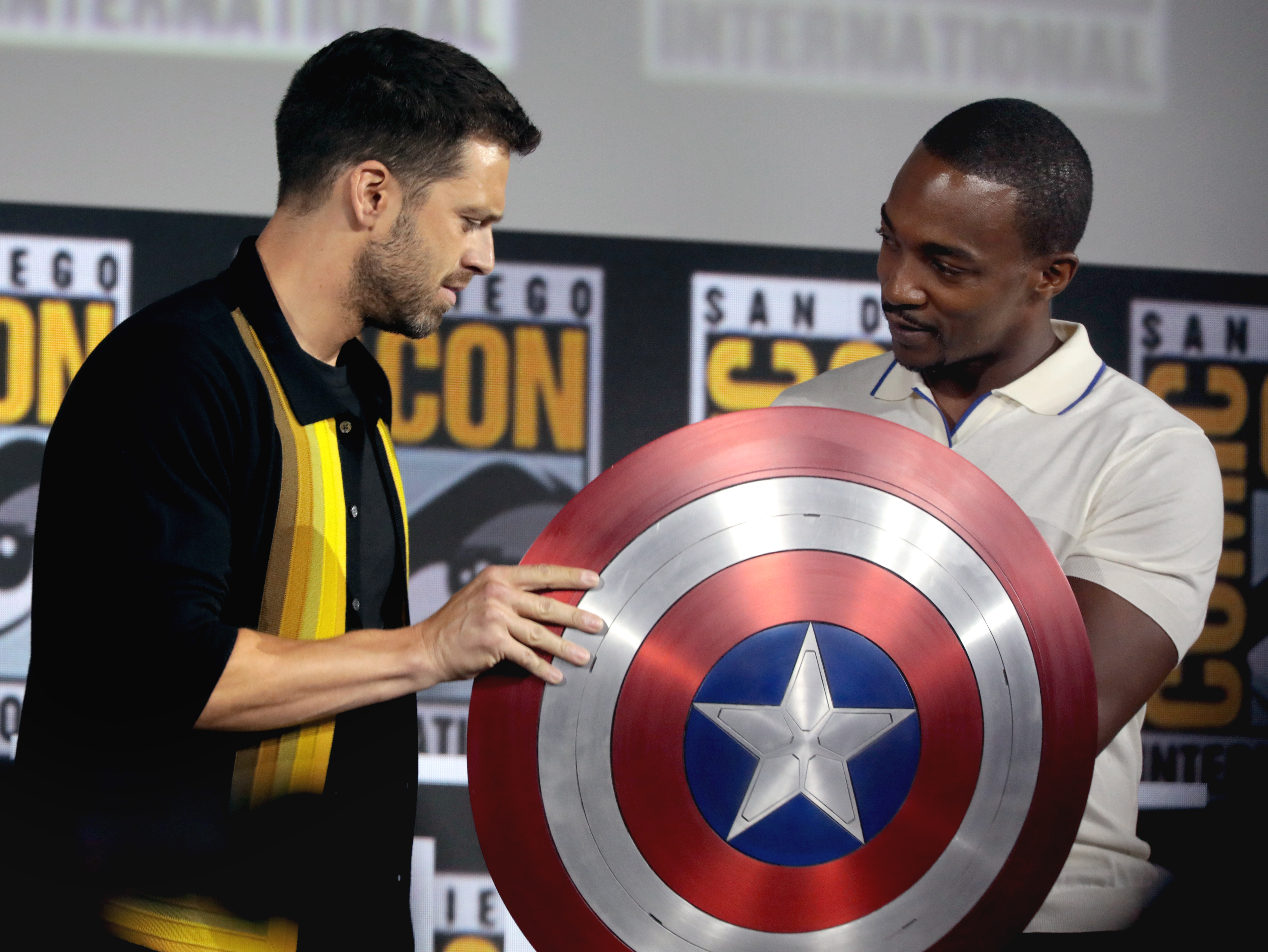
Себастиан Стэн и Энтони Маки на Комик-коне в Сан-Диего 2019

Вместе с официальным анонсом сериала в апреле 2019 года было подтверждено, что Маки и Стэн вновь сыграют Уилсона и Барнса в сериале. В следующем месяце Даниэль Брюль и Эмили Ванкэмп начали переговоры о возвращении к ролям Гельмута Земо и Шэрон Картер. Появление Брюля в сериале было подтверждено в июле 2019 года, а появление Ванкэмп было подтверждено месяц спустя, когда было объявлено, что Уайатт Рассел получил в сериале роль Джона Уокера. Предыдущие работы Рассела, где он изображал «бездельника с длинными волосами и бородой», не подходили для этой роли, но Marvel понравилось, как его «уникальная энергия» отличала Уокера от Уилсона и Барнса:5.
Фотографии со съёмок в ноябре 2019 года показали, что Эдиперо Одуйе появится в сериале в роли сестры Сэма, Сары Уилсон. Дополнительные фотографии со съёмок в сентябре 2020 года показали, что Жорж Сен-Пьер вновь исполнит роль Жоржа Батрока из фильма «Первый мститель: Другая война», и что Эрин Келлиман присоединилась к актёрскому составу, получив роль Карли Моргенто. В следующем месяце Дэнни Рамирес получил «ключевую роль» Хоакина Торреса. Участие Келлиман было подтверждено в декабре. В феврале 2021 года Дон Чидл сказал, что он появится в сериале в роли Джеймса «Роуди» Роудса / Воителя. Флоренс Касумба также вновь исполняет роль Айо из предыдущих фильмов КВМ. Джулия Луи-Дрейфус получила роль Валентины Аллегры де Фонтейн. Ожидалось, что Луи-Дрейфус должна была впервые появиться в фильме «Чёрная вдова» (2021), прежде чем задержки отодвинули его выпуск до тех пор, пока не был выпущен сериал; было неясно, появится ли она ещё в фильме. Файги был «в полном восторге» по поводу кастинга Луи-Дрейфус из-за того, что она была «иконой» благодаря своей роли в «Сайнфелде».
В декабре 2019 года Десмонд Чиам и Мики Исикава присоединились к актёрскому составу, а Ноа Миллс получил роль месяц спустя. В феврале 2020 года Карл Ламбли присоединился к актёрскому составу в роли Исайи Брэдли. Год спустя трейлер сериала показал, что Эми Акино получила в сериале роль доктора Кристины Рейнор, терапевта Барнса. Джанешиа Адамс-Гиньярд и Зола Уильямс вновь исполняют соответствующие роли Номбл и Йамы, членов Дора Миладже, из предыдущих фильмов КВМ.

### Дизайн
В финальных титрах сериала присутствуют «дразнилки, отсылки и захватывающие кивки в сторону комиксов». К ним относятся Закон о суперлюдях и Таддеус «Громовержец» Росс; Заковианский договор; разыскиваемый плакат для Карли Моргенто и различных нападений, совершённых Разрушителями флагов; Мадрипур и салун Brass Monkey Saloon; прошлые попытки воссоздать программу «Капитан Америка», включая то, что Исайя Брэдли был назван «подопытным»; и Торговец силой.

### Съёмки
Съёмки начались 31 октября в 2019 года на студии Pinewood в Атланте, Джорджия, где режиссёром стала Скогланд, а П. Дж. Диллон выступил в качестве оператора:15. Сериал снимался под рабочим названием «Tag Team». 4 ноября Маки и Стэн объявили об официальном начале съёмок. Маки сравнил съёмки сериала с производством фильмов КВМ, сказав, что это похоже на съёмку шестичасового фильма, который затем будет разделён на отдельные эпизоды, нежели чем снимать по одному эпизоду за раз. Файги сказал, что у сериала будет «кинематографический опыт» фильма КВМ, который охватывает шесть эпизодов, в то время как Скогланд чувствовала, что сериал будет «схож» с фильмами, поскольку в нём есть «экшен, комедия, высокооктановый темп, знакомые лица и новые персонажи»:1. Скогланд вдохновлялась фильмами Дэвида Лина и «Полуночным ковбоем» (1969) для сериала, а также французским фильмом «1+1» (2011). «1+1» помог ей «чувствовать себя уверенной в исследовании некоторых уязвимостей» Уилсона и Барнса, что привело к различным подходам к съёмкам каждого персонажа. Например, подход Скогланд к Уилсону состоял в том, чтобы камера отдалялась от него, чтобы запечатлеть его окружение, в то время как подход к Барнсу состоял в том, чтобы попытаться «быть в его голове», используя съёмку крупным планом и неглубокий фокус, исключающий фон.
Съёмки проходили в мегаполисе Атланты с ноября по февраль 2020 года. Съёмки также проходили на базе ВВС Доббинс в Мариетте, Джорджия, и на базе ВВС Максвелл в Монтгомери, Алабама. Ванкэмп снималась в сериале параллельно с сериалом Fox Broadcasting Company «Ординатор», поскольку его также снимают в Атланте. В середине января 2020 года съёмки должны были проходить в Аресибо, Пуэрто-Рико, в течение двух недель, но производство на острове было приостановлено из-за тамошних землетрясений. 3 марта было объявлено, что производство переезжает в Прагу, Чехия, на три недели до 25 марта, и что съёмки в городе начнутся 6 марта и, как ожидалось, продолжатся до 16 марта. Однако 10 марта съёмки сериала были приостановлены из-за пандемии COVID-19, и члены производственной группы вернулись в Атланту. Стэн сказал, что съёмки будут завершены, как только это будет безопасно, подсчитав, что потребуется ещё по крайней мере две или три недели съёмок. В начале мая Чехия разрешила возобновить телевизионное и кинопроизводство, если они будут следовать новым правилам гигиены для актёров и членов съёмочной группы, и в июне глава кинокомиссии в Чехии объявил, что актёры и съёмочная группа, участвующие в кино-и телепроизводстве, будут освобождены от запрета Европейского союза на поездки граждан США, который вступит в силу 1 июля.
Производство также планировалось возобновить на студии Pinewood Atlanta Studios в августе. Скогланд сказала, что съёмочная группа сериала знала, что им нужно снимать, как только съёмки смогут начаться снова. В начале сентября съёмки происходили в районе Атлантик-Стейшен, и к концу месяца Ванкэмп закончила снимать свои сцены. Съёмки возобновились в Праге 10 октября 2020 года. Съёмки проходили на Ольшанском кладбище и в Монастыре Святого Габриэля в Смихове. Маки сказал, что во время съёмок в Праге актёры и съёмочная группа были подвергнуты строгому карантину и мерам социальной дистанции. Производство завершилось 23 октября.

### Пост-продакшн
Скогланд сказала, что съёмочная группа сериала мудро использовала своё время, когда производство остановилось из-за пандемии, что позволило им продолжить работу над сериалом на пост-продакшене и принимать решения, которые они обычно не успевали принимать. Джеффри Форд, Келли Диксон, Тодд Десрозье и Розанна Тан были монтажёрами различных эпизодов сериала:3. Визуальные эффекты были созданы компаниями Cantina Creative, Crafty Apes, Digital Frontier, Industrial Light & Magic, QPPE, Rodeo FX, Sony Pictures Imageworks, Stereo D, Technicolor VFX, Tippett Studio, Trixter и Weta Digital.

### Музыка
К декабрю 2020 года Генри Джекман сочинял музыку к сериалу, сочинив до этого музыку к фильмам «Первый мститель: Другая война» и «Первый мститель: Противостояние». Поскольку он возвращался к франшизе спустя несколько лет, Джекман начал с создания «аудио-посылки» с различными темами, оркестровками и гармониями, которые он сочинил для фильмов про Капитана Америку, чтобы напомнить себе об этой работе и организовать её, прежде чем приступить к музыке для сериала. Джекман объяснил, что формат сериала позволил ему написать более широкий диапазон музыки, чем фильмы, поскольку он всё ещё требует музыки для больших боевых сцен, при этом имея время для более спокойных моментов персонажей. Он описал музыку для последних сцен как более терпеливую, с «более лёгкими и тонкими» инструментами. Многие места, которые посещают в сериале, также позволили Джекману исследовать некоторую специфичную для окружающей среды музыку, такую как элементы блюзового жанра при изучении предыстории Уилсона в Луизиане, или электронную музыку для Мадрипура, которую Джекман описал как «гранжевый рейв-сценарий».
Джекман повторяет несколько своих тем из фильмов в сериале: композитор расширил мотиф Сокола из «Другой войны» до полной темы супергероя, вдохновлённой классической музыкой, которую он объединил с некоторыми элементами блюза, чтобы признать историю Уилсона (новая тема Сокола используется в качестве темы финальных титров сериала, которая называется «Louisiana Hero»); тема Зимнего солдата Джексона, состоящая из «крика» и «лязга», которые он описал как «последние фрагменты человеческой души, запертой внутри какой-то механической структуры», слышна во время отсылок ко времени персонажа в качестве убийцы; «тонкая, немного капризная» тема Земо из «Противостояния» возвращается для этого персонажа; и Джекман использовал фальшивую версию своей темы Капитана Америки, чтобы представлять Джона Уокера. Когда Уокер восстал против главных героев, Джекман перешёл к более «оперной» теме, которую он использовал для боя между Капитаном Америкой и Железным человеком в «Противостоянии» из-за сходства между двумя боями. Композитор написал ностальгический мотив гражданской личности Барнса в «Другой войне», который был связан с историей персонажа 1940-х годов, но он решил не использовать его в сериале, поскольку чувствовал, что это не подходит современной версии персонажа. Вместо этого он взял элемент из конца своей темы Зимнего солдата, которая играет на струнах в «тревожном» уменьшённом звукоряде, и «выпрямил его» в диатонический звукоряд, чтобы создать новую гражданскую мелодию для персонажа, которая играет на струнах, фортепиано и гитаре. Для Разрушителей флагов Джекман сочинил новую тему с развивающейся мелодией и «антиутопической атмосферой».
Партитура Джекмана была записана оркестром из 53 человек в Берлине, и Marvel Music и Hollywood Records выпустили музыку Джекмана к сериалу в цифровом виде в двух альбомах: музыка из первых трёх эпизодов была выпущена 9 апреля 2021 года, а музыка из последних трёх эпизодов была выпущена 30 апреля. «Louisiana Hero» был выпущен в цифровом виде в качестве сингла 26 марта.
| №                   | Название                                                       | Автор(ы)            | Длительность |
| ------------------- | -------------------------------------------------------------- | ------------------- | ------------ |
| 1.                  | «Louisiana Hero»                                               |                     | 2:14         |
| 2.                  | «Tough Act to Follow»                                          |                     | 1:16         |
| 3.                  | «Airborne Operation»                                           |                     | 5:56         |
| 4.                  | «Smithsonian Tribute»                                          |                     | 0:53         |
| 5.                  | «Nightmares»                                                   |                     | 1:22         |
| 6.                  | «What Do You Want?»                                            |                     | 1:22         |
| 7.                  | «Pluck Up the Nerve»                                           |                     | 1:53         |
| 8.                  | «New Agitators»                                                |                     | 1:13         |
| 9.                  | «The Wrong Guy»                                                |                     | 1:38         |
| 10.                 | «America's Sweetheart»                                         |                     | 1:05         |
| 11.                 | «No Parachute»                                                 |                     | 1:29         |
| 12.                 | «Stakeout»                                                     |                     | 1:39         |
| 13.                 | «Outmatched»                                                   |                     | 2:46         |
| 14.                 | «Safe House»                                                   |                     | 2:41         |
| 15.                 | «Someone You Should Meet»                                      |                     | 1:09         |
| 16.                 | «Overlooked For Promotion»                                     |                     | 1:20         |
| 17.                 | «Warranted Attention»                                          |                     | 1:03         |
| 18.                 | «Fraying Edges»                                                |                     | 2:04         |
| 19.                 | «Take One For the Team»                                        |                     | 2:21         |
| 20.                 | «Unnecessary Use of Force»                                     |                     | 1:48         |
| 21.                 | «Prison Break»                                                 |                     | 4:41         |
| 22.                 | «A Marriage of Convenience»                                    |                     | 0:32         |
| 23.                 | «A Pure Heart»                                                 |                     | 1:48         |
| 24.                 | «Town»                                                         |                     | 1:24         |
| 25.                 | «Attack, Soldier!»                                             |                     | 1:47         |
| 26.                 | «Breaking Character»                                           |                     | 2:29         |
| 27.                 | «Bad Science»                                                  |                     | 3:30         |
| 28.                 | «Masked Man»                                                   |                     | 1:20         |
| 29.                 | «Dissent and Disillusionment»                                  |                     | 1:08         |
| 30.                 | «Radicalized»                                                  |                     | 1:19         |
| 31.                 | «Star Spangled Man» (featuring The Captain America Drum Corps) | Алан Менкен         | 1:44         |
| Общая длительность: | Общая длительность:                                            | Общая длительность: | 58:54        |

| №                   | Название                   | Автор(ы)            | Длительность |
| ------------------- | -------------------------- | ------------------- | ------------ |
| 1.                  | «Louisiana Hero (Reprise)» |                     | 3:22         |
| 2.                  | «You're Free»              |                     | 1:58         |
| 3.                  | «Master Manipulator»       |                     | 1:03         |
| 4.                  | «Once More Into the Fray»  |                     | 2:52         |
| 5.                  | «Live Accordingly»         |                     | 1:51         |
| 6.                  | «Mêlée à Trois»            |                     | 1:03         |
| 7.                  | «A Losing Battle»          |                     | 1:04         |
| 8.                  | «Passacaglia»              |                     | 2:44         |
| 9.                  | «Relieved of Duty»         |                     | 2:25         |
| 10.                 | «Sokovian Memorial»        |                     | 1:56         |
| 11.                 | «Isaiah Bradley»           |                     | 3:41         |
| 12.                 | «Backstory»                |                     | 1:51         |
| 13.                 | «Real Partners»            |                     | 1:33         |
| 14.                 | «Home Truths»              |                     | 2:25         |
| 15.                 | «Opening Gambit»           |                     | 3:05         |
| 16.                 | «Leading the Charge»       |                     | 2:41         |
| 17.                 | «Flag Smasher Fight»       |                     | 1:46         |
| 18.                 | «Fall from Grace»          |                     | 3:02         |
| 19.                 | «Elegy»                    |                     | 1:53         |
| 20.                 | «Captain America»          |                     | 3:27         |
| 21.                 | «An Unbalanced Mind»       |                     | 2:11         |
| 22.                 | «Into the Tunnels»         |                     | 1:49         |
| 23.                 | «Making Amends»            |                     | 3:51         |
| 24.                 | «Never Forget»             |                     | 2:07         |
| 25.                 | «Epilogue»                 |                     | 0:52         |
| 26.                 | «On and On»                | Кёртис Хардинг      | 4:01         |
| Общая длительность: | Общая длительность:        | Общая длительность: | 1:00:33      |

## Маркетинг
Короткий тизер «Сокола и Зимнего солдата» был показан на San Diego Comic-Con 2019 года, где Брюль в роли Земо носил традиционную фиолетовую маску персонажа из комиксов. Скогланд отправилась в Будапешт, где Брюль снимался в сериале «Алиенист: Ангел тьмы», чтобы снять этот тизер. Концепт-арт для сериала с дизайном костюмов персонажей был включён в спецвыпуск от Marvel Studios под названием «Expanding the Universe», который дебютировал на Disney+ 12 ноября 2019 года.
В декабре 2019 года Файги впервые представил изображения из сериала на Comic Con Experience. Мэтт Голдберг из Collider описал их как более приземлённые, чем у другого сериала Disney+ «Ванда/Вижн», который также был представлен на этом мероприятии; у кадров был вид «стандартного шпионского триллера», похожий на фильмы о Капитане Америке, в которых были представлены заглавные персонажи. Реклама сериала, «Ванда/Вижна» и «Локи» была показана во время Супербоула LIV. Джулия Александр из The Verge сказала, что отснятый материал «был небогатым», но предложил «достаточно отблесков, чтобы подразнить фанатов». Хейли Фатч из Collider чувствовала, что из всех рекламных роликов Супербоула, марвеловские «полностью затмили собой всё» и дали «много поводов, чтобы быть в восторге». Трейлер сериала был выпущен во время Дня инвестора Disney в декабре 2020 года. В Polygon сказали, что трейлер «определённо оправдал ожидания», и чувствовали, что сериал был похож по масштабу на фильм КВМ. Они сказали, что, хотя в трейлере не было много намёков на более широкую КВМ, он действительно продемонстрировал старых и новых злодеев сериала, Земо и Флаг-смэшеров. Энджи Хан из Mashable сказала, что трейлер «обещает взрывной экшен, реактивный сюжет, некоторых очень жутких злодеев и — самое главное — возвращение динамики странной пары персонажей, лучших врагов из „Первого мстителя: Противостояния“». Лора Хёрли из CinemaBlend назвала экшен, увиденный в трейлере, «настолько эпичным, что я бы поверила, что это трейлер фильма КВМ для большого экрана, а не телешоу, выходящее на Disney+». Чарльз Пуллиам-Мур из io9 назвал трейлер «не чем иным, как сумасшедшим».
Во время Супербоула LV был показан телевизионный ролик, в котором было объявлено о выпуске второго трейлера сериала. Бен Пирсон из /Film сказал, что трейлер был «возвращением к более традиционному, остроумному, остросюжетному домашнему стилю Marvel, который фанаты привыкли ожидать», после выхода менее традиционного «Ванда/Вижна», который получил некоторые жалобы от зрителей. Пирсон задавался вопросом, насколько бы отличалась эта точка зрения, если бы более «марвеловский» «Сокол и Зимний солдат» был выпущен до «Ванда/Вижна», как первоначально планировалось. Итан Олтер из Yahoo! также говорил о сравнениях с «Ванда/Вижном» и согласился с Пирсоном, сказав, что сериал «похоже, принесёт фейерверк, который зрители традиционно ожидают от приключений КВМ заблаговременно и часто». Бренна Эрлик из «Rolling Stone» назвала трейлер «изобилующим взрывами, переворачивающими желудок трюками и всевозможными интригами». Говоря о появлении Шэрон Картер в трейлере, Иэн Кардона из Comic Book Resources чувствовал, что, хотя было всего несколько секунд, персонаж «наконец получил уважение, которого она заслуживала» после того, как с ней «несправедливо обошлись» в её предыдущем появлении. По данным «аналитикам соцсетей», трейлер и телевизионный ролик собрали 125 миллионов просмотров в течение 24 часов. Он стал самым просматриваемым трейлером для стримингового сервиса, превзойдя 53 миллиона просмотров трейлера «Ванда/Вижна» в сентябре 2020 года, выпущенного во время 72-й церемонии вручения премии «Эмми». У трейлера было 217 000 упоминаний в социальных сетях и самый высокий объём поиска в Google Search среди всех развлекательных предложений. По данным EDO, трейлер стал пятым самым популярным роликом Супербоула через пять минут после его выхода. Энтони Д’Алессандро из Deadline Hollywood отметил, что трейлер «крайне редко» попадает в топ-10 по версии EDO. По данным YouTube, трейлер стал шестой самой просматриваемой рекламой Супербоула LV на сайте.
Четыре эпизода сериала «Marvel Studios: Легенды» исследуют Сокола, Зимнего солдата, Земо и Шэрон Картер, используя видео с их появлением в фильмах КВМ. Эпизоды с Соколом и Зимним солдатом были выпущены 5 марта 2021 года, а эпизоды с Земо и Шэрон Картер — 12 марта 2021 года. В том же месяце была выпущена реклама сериала и Xbox Series X/S, где присутствуют Маки и ДС Пирсон в роли Аарона, продавца Xbox, вновь исполняя роль из фильма «Первый мститель: Другая война», где он был сотрудником Apple Store. Аарон также является Noobmaster69, игроком «Fortnite», которому Тор угрожает в фильме «Мстители: Финал». Финальный трейлер сериала вышел 15 марта. Остин Гослин из Polygon считал, что это хорошая демонстрация истории, экшена и стёба сериала, в то время как Мэттью Джексон из Syfy Wire считал, что трейлер внёс ясность того, что сериал будет «личной борьбой». Он сказал, что он и предыдущие трейлеры показали, что сериал может «открыть будущее для этого конкретного уголка» КВМ. Обсуждая трейлер для io9, Джеймс Уитбрук подчеркнул акцент на физических и экзистенциальных угрозах Уилсону и Барнсу и сказал, что он был заинтригован тем, что Флэг-смэшера показали как движение, а не одного конкретного персонажа. В январе 2021 года Marvel объявила о своей программе «Marvel Must Haves», которая показывает новые игрушки, игры, книги, одежду, домашний декор и другие товары, связанные с каждым эпизодом «Сокола и Зимнего солдата» каждый понедельник после выхода эпизода. 15 марта в программе были представлены одежда, Funko Pops, предметы коллекционирования, аксессуары и предметы домашнего обихода для сериала, причём товары «Must Haves» для эпизодов начали появляться с 22 марта. В июне 2021 года Hyundai Motor Company выпустила рекламный ролик с участием Маки в роли Уилсона / Капитана Америки, рекламирующий «Сокола и Зимнего солдата» и Hyundai Tucson. Производством ролика занималась Marvel наряду с роликами для «Ванда/Вижна», «Локи» и «Что если...?», и ролик должны были рассказать историю, действие которой происходит в рамках повествования сериала.

## Показ
Премьера сериала «Сокол и Зимний солдат» состоялась 19 марта 2021 года на Disney+. Он состоит из шести эпизодов, которые, выходили еженедельно до 23 апреля 2021 года. Изначально премьера сериала должна была состояться в августе 2020 года, но она была отложена из-за приостановки съёмок в результате пандемии COVID-19. Является частью Четвёртой фазы КВМ.

## Реакция

### Зрительская аудитория
Disney+ объявила, что «Новый мировой порядок» стал самой просматриваемой премьерой сериала за всю историю стримингового сервиса в первые выходные (с 19 по 22 марта 2021 года), опередив премьеры «Ванда/Вижна» и второго сезона «Мандалорца». Кроме того, «Сокол и Зимний солдат» был самым популярным названием в целом по всему миру за этот период времени на Disney+, в том числе на рынках Disney Hotstar. Samba TV сообщило, что 1,7 миллионов семей посмотрели этот эпизод во время выходных его первого показа. TVision, которая определяет количество просмотров, подсчитывая своих 14 000 зрителей на подключённых телевизорах, которые смотрели одно из почти 25 000 названий не менее двух минут в течение сеанса просмотра контента в течение не менее пяти минут на всех основных стриминговых и рекламных сервисах США по запросу, сообщила, что сериал «Сокол и Зимний солдат» был самым просматриваемым сериалом апреля 2021 года на всех измеренных платформах, и его просматривали почти в 40 раз больше, чем средний сериал, измеренный сервисом.

### Реакция критиков
| Графики недоступны из-за технических проблем. См. информацию на Фабрикаторе и на mediawiki.org. - «Сокол и Зимний солдат» (2021): Процент положительных отзывов на сайте Rotten Tomatoes |

«Сокол и Зимний солдат» получил похвалу от критиков. На сайте Rotten Tomatoes сериал имеет рейтинг 90 % со средней оценкой 7,51/10 на основе 27 отзывов. Консенсус критиков гласит: «Наполненный экшеном и удачным набором персонажей, „Сокол и Зимний солдат“ доказывает, что достоин наследия Капитана Америки со своей захватывающей интригой, важными социальными контекстами и искрами между Энтони Маки и Себастианом Стэном». На Metacritic средневзвешенная оценка сериала составляет 75 из 100 на основе 29 отзывов, что указывает на «преимущественно положительные отзывы».
«Сокол и Зимний солдат» получил похвалу за то, что он «вывел на передний план опыт чернокожих людей», затрагивая такие проблемы, как расовая дискриминация, и раскрывая «первородные грехи Америки, которая была построена на спинах чернокожих людей». Дэвид Бетанкурт из «The Washington Post» проанализировал расовые темы, связанные с персонажем Сэма Уилсона, чернокожего человека, получившего звание Капитана Америки. Отметив в своём отзыве к финалу сезона, что сериал изначально должен был дебютировать в 2020 году, пока его не отложили из-за пандемии COVID-19, Бетанкурт считал, что было «что-то жутко своевременное в том, что чёрный Капитан Америка летал в небе через несколько дней после вынесения приговора по делу об убийстве Джорджа Флойда», а также указывал на то, что Барнс потенциально состоял в отношениях с Лией, азиатской женщиной, также «в то время, когда американцы азиатского происхождения не чувствуют себя в безопасности из-за нападений расистского характера». Хотя эти события, происходящие в сериале, «ничего не исправят», Бетанкурт сказал, что «вы не можете не чувствовать что-то, когда видите это».
Брайан Лоури CNN сказал: «В целом сериал ловко выполнил свою основную миссию, которая заключалась в том, чтобы исследовать драматическую напряжённость в том, что Уилсон становится Капитаном Америкой, таким образом, что выходило за рамки простого сообщения о том, что щит теперь принадлежит ему. Он также продолжал демонстрировать способность Marvel создавать большие, мускулистые действия в постановках для Disney+, демонстрируя глубину своей вселенной». Назвав сериал «неидеальным, но забавным», Брайан Таллерико из Vulture заявил, что «Сокол и Зимний солдат» «часто чувствовался поспешным и ему не хватало глубины в анализе расы и власти в этой стране», но послужил своей цели в качестве истории происхождения Капитана Америки Уилсона, при это подготавливая почву для будущих проектов КВМ. С точки зрения того, как сериал запомнится, он чувствовал, что будет «трудно оценить его полное влияние», пока его сюжетные нити не будут использованы в будущих проектах КВМ, как это было в случае с большинством работ КВМ.
Критике подвергся темп сериала. В своём обзоре на первый эпизод, Алек Боялад из Den of Geek считал, что еженедельный выпуск эпизодов сериала наносит ущерб сериалу, поскольку первый эпизод играл как первый акт более крупной истории и чувствовался «подчас удручающе неполным» по сравнению с тем, как, скорее всего, чувствовался просмотр всего сериала сразу. Это отличалось от первого сериала Marvel Studios, «ВандаВижен», который был «бесспорно эпизодическим опытом», где каждый эпизод был сам по себе и имел концовки-клиффхэнгеры в телевизионном стиле. К третьему эпизоду Алан Сепинуолл из «Rolling Stone» чувствовал, что сериал «склонялся к модели „шестичасового фильма“ на данный момент, где волнует только продвижение сюжета любыми необходимыми средствами, независимо от того, насколько он интересен сам по себе». Он считал, что, по сравнению с «ВандаВиженом», который был «очень чётко построен для еженедельного потребления», «Сокола и Зимнего солдата» стоило бы смотреть полностью сразу, а не в качестве еженедельных эпизодов. В конечном счёте Сепинуолл пришёл к выводу, что «Сокол и Зимний солдат» «пытался сделать гораздо больше, чем мог с комфортом справиться», имея слишком много персонажей и сюжетный нитей, которые сценаристы не смогли успешно реализовать, и отдельные эпизоды казались «вялыми», несмотря на то, что в них много чего происходило, потому что «эти различные случаи не делают ничего, кроме продвижения сюжета вперёд».
Ноэль Мюррей из «The New York Times» сказал, что «Сокол и Зимний солдат» был «в значительной степени приятным, даже если и рассеянным», учитывая, что он «слишком много блуждал, включал слишком много второстепенных персонажей и слишком много мифологии Marvel». Тем не менее, всё равно было «порывом» увидеть, как Уилсон «парит в воздухе», сначала в роли Сокола в первом эпизоде, а затем снова в роли Капитана Америки в шестом эпизоде, что было «ещё более удовлетворительным». Даррен Франич из «Entertainment Weekly» дал сериалу оценку «D», полагая, что были проблески того, чем сериал «мог бы быть». Он сказал: «Эта неприглядная трясина Disney+ похоронила свои лучшие инстинкты под невдохновлёнными эпизодическими появлениями, геополитической глупостью и дразнилками на спин-оффы. Создатель Малкольм Спеллман изо всех сил пытался удержать Сэма на переднем плане, но растянутая история потеряла фокус».

### Награды
| Награда                                 | Дата церемонии   | Категория                                                             | Номинант(ы) | Результат | Прим.   |
| --------------------------------------- | ---------------- | --------------------------------------------------------------------- | --- | --------- | ------- |
| MTV Movie & TV Awards                   | 16 мая 2021      | Лучший киногерой                                                      | Энтони Маки | Победа    | [ 169 ] |
| MTV Movie & TV Awards                   | 16 мая 2021      | Лучшая актёрская команда                                              | Энтони Маки и Себастиан Стэн | Победа    | [ 169 ] |
| «Золотой трейлер»                       | 22 июля 2021     | Лучший трейлер для ТВ/стримингового сериала (меньше 2 минут)          | «Сотрудники» (ZEALOT) | Номинация | [ 170 ] |
| Gold Derby TV                           | август 2021      | Лучший драматический актёр                                            | Себастиан Стэн | Ожидается | [ 171 ] |
| Gold Derby TV                           | август 2021      | Лучший драматический актёр второго плана                              | Даниэль Брюль | Ожидается | [ 171 ] |
| Gold Derby TV                           | август 2021      | Лучший драматический актёр второго плана                              | Уайатт Рассел | Ожидается | [ 171 ] |
| Gold Derby TV                           | август 2021      | Лучшая приглашённая драматическая актриса                             | Джулия Луи-Дрейфус | Ожидается | [ 171 ] |
| Black Reel                              | 15 августа 2021  | Лучший драматический сериал                                           | Малкольм Спеллман | Ожидается | [ 172 ] |
| Black Reel                              | 15 августа 2021  | Лучший актёр в драматическом сериале                                  | Энтони Маки | Ожидается | [ 172 ] |
| Black Reel                              | 15 августа 2021  | Лучший сценарий драматического сериала                                | Малкольм Спеллман (за «Новый мировой порядок») | Ожидается | [ 172 ] |
| Black Reel                              | 15 августа 2021  | Лучший актёр в драматическом сериале                                  | Карл Ламбли | Ожидается | [ 172 ] |
| Black Reel                              | 15 августа 2021  | Лучшая приглашённая актриса в драматическом сериале                   | Флоренс Касумба | Ожидается | [ 172 ] |
| Премия Ассоциации критиков из Голливуда | 22 августа 2021  | Лучший актёр в стриминговом сериале, драма                            | Энтони Маки | Ожидается | [ 173 ] |
| Премия Ассоциации критиков из Голливуда | 22 августа 2021  | Лучший актёр второго плана в стриминговом сериале, драма              | Даниэль Брюль | Ожидается | [ 173 ] |
| Премия Ассоциации критиков из Голливуда | 22 августа 2021  | Лучший актёр второго плана в стриминговом сериале, драма              | Уайатт Рассел | Ожидается | [ 173 ] |
| Прайм-таймовая премия «Эмми»            | 18 сентября 2021 | Лучший приглашённый актёр в драматическом сериале                     | Дон Чидл (за «Новый мировой порядок») | Ожидается | [ 174 ] |
| Прайм-таймовая премия «Эмми»            | 18 сентября 2021 | Лучший монтаж звука в комедийном или драматическом сериале (один час) | Мэттью Вуд, Бонни Уайлд, Джеймс Спенсер, Ричард Куинн, Стив Сланек, Кимберли Патрик, Тереза Эктон, Фрэнк Ринелла, Девон Келли, Ларри Оутфилд, Анель Онеквери, Дэн Пиндер, Ронни Браун, Андреа Гард (за «Один мир, один народ») | Ожидается | [ 174 ] |
| Прайм-таймовая премия «Эмми»            | 18 сентября 2021 | Лучшие специальные визуальные эффекты в сезоне или фильме             | Эрик Левен, Майк Мэй, Джон Хейли, Дэниел Меллиц, Крис Вегнер, Чарльз Тейт, Себастьен Франкёр, Крис Морли, Марк Леду | Ожидается | [ 174 ] |
| Прайм-таймовая премия «Эмми»            | 18 сентября 2021 | Лучшая постановка трюков                                              | Хэнк Амос, Дэйв Макомбер | Ожидается | [ 174 ] |
| Прайм-таймовая премия «Эмми»            | 18 сентября 2021 | Лучшая работа каскадёров                                              | Джон Нания, Аарон Тоуни, Джастин Итон (за «Правда») | Ожидается | [ 174 ] |

#### Кампания по номинации на премию «Эмми»
Ещё до выхода финального эпизода Marvel Studios решила представить «Сокола и Зимнего солдата» в различных категориях на прайм-таймовой премии «Эмми» в качестве драматического сериала, а не мини-сериала. Мур объяснил, что это решение было принято в период запуска сериала, поскольку они чувствовали, что сериал был «немного более драматичным», чем предыдущий контент Marvel Studios, и, будучи одним из первых телесериалов студии, категории драматических сериалов «были уместными для того, что шоу пытается затронуть». Он добавил, что ещё не было никакого рассмотрения вопроса о том, будут ли Маки и Стэн оба выдвинуты в категории «лучший актёр» или кто-то ещё в категории «лучший актёр второго плана».

## Документальный выпуск
В феврале 2021 года было объявлено о серии документальных выпусков «Marvel Studios: Общий сбор». «Создание „Сокола и Зимнего солдата“» расскажет о создании фильмов и телесериалов КВМ с актёрским составом и создателями проектов. Специальный выпуск вышел на Disney+ 30 апреля 2021 года.

## Будущее
Ещё до премьеры сериала Энтони Маки отметил, что не было никаких обсуждений относительно второго сезона, и что он не уверен, когда в следующий раз появится в фильме КВМ, особенно из-за влияния пандемии на кинотеатры. Кари Скогланд сказала, что не уверена в том, будет ли второй сезон сериала. Ей показалось, что смогла сделать всё, что хотела в первых шести эпизодах, но режиссёр всё же отметила, что есть больше историй и персонажей, которые можно исследовать, если будет снят второй сезон. Кевин Файги рассказал, что есть идеи для «ещё одного» сезона, если он будет сделан, но Marvel намеревается сначала связать события сериала с будущими фильмами КВМ, как это было с «ВандаВижен». Файги добавил, что подтверждение второго сезона может быть спойлером, и сказал, что есть «будущее, намеченное» для персонажей сериала, которое он также не хотел бы обсуждать до его выхода. В апреле 2021 года продюсер Нейт Мур рассказал, что в конце сериала будут показаны сюжетные элементы для потенциального второго сезона, добавив, что в сериале исследуются «вечные» темы, которые поддаются дальнейшему исследованию, в отличие от сдержанной истории «ВандаВижен».
23 апреля 2021 года, в день выхода финального эпизода, стало известно, что Малкольм Спеллман и Далан Муссон разрабатывают сценарий для четвёртого фильма о Капитане Америка, который, как ожидается, продолжит события сериала и сфокусируется на Сэме Уилсоне. Ник Романо из «Entertainment Weekly» считал, что второй сезон с названием «Капитан Америка и Зимний солдат» был «неизбежен», учитывая то, как закончился сериал. Тем не менее, знание сообщения о чётвертом фильме про Капитана Америку добавило интриги в то, в каком направлении пойдёт Marvel Studios, учитывая прошлые комментарии Файги и других продюсеров, подразумевающие, что сериал получит подобающий второй сезон. Маки не знал о каких-либо планах на фильм или второй сезон, но был «взволнован увидеть, что произойдёт».

## Комментарии
1. ↑  В титрах последней серии также называется «Капитан Америка и Зимний солдат» (англ. Captain America and the Winter Soldier)[2].
2. ↑  Результат действий Мстителей в фильме «Мстители: Финал» (2019).
3. ↑  В результате событий фильма «Первый мститель: Противостояние» (2016).